# Cypria exsculpta
Cypria exsculpta är en kräftdjursart som först beskrevs av Fischer 1855. Enligt Catalogue of Life ingår Cypria exsculpta i släktet Cypria och familjen Cyprididae, men enligt Dyntaxa är tillhörigheten istället släktet Cypria och familjen Candonidae. Arten är reproducerande i Sverige. Inga underarter finns listade i Catalogue of Life.